# Întreprinderea de construcții aeronautice românești
Întreprinderea de construcții aeronautice românești (zkráceně ICAR, česky Podnik pro rumunské letecké konstrukce) byl rumunský letecký výrobce, jehož založil v roce 1932 inženýr Mihai Racoviță v Bukurešti. Vznikl v meziválečné době, kdy hodlalo Rumunsko vybudovat silný domácí letecký průmysl. ICAR byl jedním ze tří nejvýznamnějších rumunských leteckých výrobců vzniklých v té době (vedle dříve vzniklých Industria Aeronautică Română (IAR) a Societatea pentru exploatări tehnice (SET)).
V počátcích se firma věnovala výrobě licenčních letadel německé firmy Bayerische Flugzeugwerke (BFW), BFW M.23. Výroba vlastních typů zahrnovala např. dolnoplošník ICAR Universal či hornoplošník ICAR Turing. V letech 1938–1943 probíhala licenční výroba typu Fleet F-10G a poté další licenční produkce letadla Fieseler Fi 156.
Po skončení II. světové války byla po restrukturalizaci v roce 1947 výroba letadel značně omezena, úplně zanikla v roce 1951 (byla nahrazena výrobou ventilátorů a vzduchotechniky firmy S.C. Compania de Ventilatoare S.A.).

## Seznam letadel
- ICAR M23b
- ICAR Universal
- ICAR 1
- ICAR Acrobatic
- ICAR Turing

## Galerie

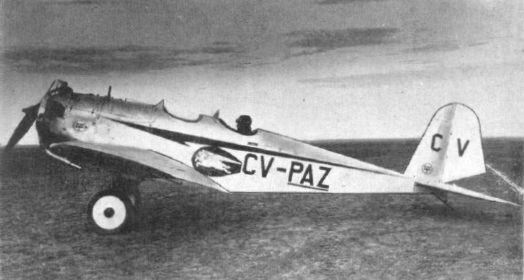
ICAR M23b
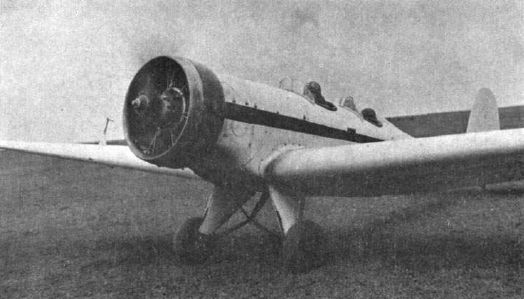
ICAR Universal
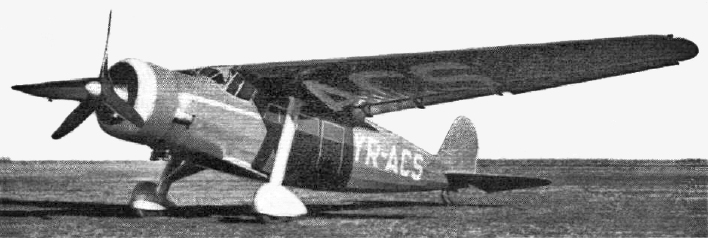
ICAR Comercial (archiv The Flight magazine, Flightglobal)
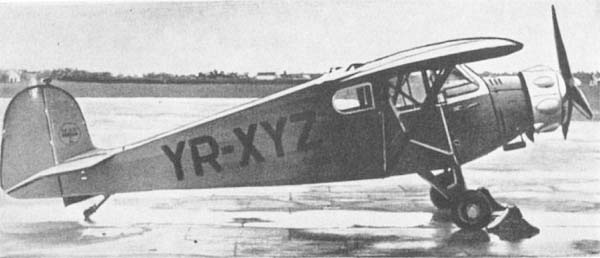
ICAR Turing